# TAKAJIN
「TAKAJIN」（タカジン）は、1976年10月21日に発売されたやしきたかじんの1枚目のアルバム。

## 解説
アルバムのジャケットは上部に「ゆめいらんかね」の歌詞が書かれており、下部には、たかじんが走っている姿が写っている。正式なデビュー曲「ゆめいらんかね」を含む全9曲を収録。

## 再発
たかじんが2014年1月3日に急逝したことを受け、同年2月26日にキングレコードに遺したオリジナル・アルバム4作品が同日、CDで復刻再発された。

## 収録曲
※全作詞：荒木十章／全作曲：家鋪隆仁／全編曲：クニ河内
- SIDE A

1. 夜のピアノ [03:14]
2. 過ぎゆく暮し [04:50]
3. 男女関係 [04:32]
4. チンピラだった頃 [02:27]
5. ゆめいらんかね [03:55]

- SIDE B

1. 私は私がわからない [05:17]
2. 酒場だより [03:39]
3. 流れ者 [03:46]
4. 今宵 [05:28]